# 설화 (가수)
설화(본명: 문희정, 1988년 3월 15일 ~ )은 대한민국의 가수이다.